# Sabra (Liban)
Pour les articles homonymes, voir Sabra.
Sabra (en arabe : صبرا ) est un quartier du sud de Beyrouth, de population à moitié libanaise et à moitié de réfugiés palestiniens. Chatila, à proximité, est un camp exclusivement peuplé de réfugiés. Il est connu pour avoir été le siège du massacre de Sabra et Chatila et de la guerre des camps dans les années 1980.
Le quartier de Sabra est limité par ceux de Daouk-Ghawash à l'ouest, Tarik al-Jdideh au nord-ouest et au nord, El Horj à l'est ; il touche au sud à la limite du gouvernorat du Mont-Liban.

## Un camp palestinien au statut incertain
L'aire d'habitat palestinien de Sabra se développe dans les années 1970 comme une extension de celle de Chatila et apparaît en 1974 comme un camp palestinien de facto, bien qu'il ne soit pas reconnu comme tel par l'UNRWA[réf. à confirmer].
En 2020, l'armée libanaise et les forces de sécurité palestiniennes imposent des mesures de confinement pour limiter la propagation de la pandémie de Covid-19 au Liban.

## Un quartier d'économie informelle
Le souk de Sabra, marché populaire à la limite des municipalités de Beyrouth et Ghobeiry (district de Baabda), est un des principaux lieux de commerce informel dans l'agglomération de Beyrouth. Il s'étend entre le quartier de Tarik al-Jdideh et le rond-point Al Rihab ; la place principale (Saha) se trouve à la limite des deux municipalités. En l'absence d'autorité publique responsable, il est généralement mal équipé et mal entretenu. Le quartier a été reconstruit après le conflit de 2006 entre Israël et le Hezbollah dans un programme initié par la faculté d'architecture de l'université arabe de Beyrouth, suivant un modèle de gestion communautaire en concertation avec les communautés d'habitants, souvent marginalisées, et les donateurs dont l'université américaine de Beyrouth et la Fondation Rafiq Hariri pour le développement humain durable.
Les Beyrouthins viennent y acheter des fruits et légumes, viandes, vêtements et autres denrées à un prix inférieur à celui du commerce régulier. Cependant, les commerçants sont souvent visités par la police et frappés d'amendes.
Depuis mars 2021, ONU-Habitat et la municipalité de Beyrouth ont développé une Cellule sociale municipale qui permet de dialoguer avec les habitants par téléphone et application électronique.